# SC Greven 09
Der SC Greven 09 ist ein Sportverein in Greven (Westfalen), der vor allem durch die Erfolge seiner Frauenhandballmannschaft überregional bekannt wurde. Er wurde 1909 gegründet. Heute sind über 900 Mitglieder in den Abteilungen Fußball, Handball, Kung Fu und Nordic Walking organisiert.

## Handball
Bundesweit auf sich aufmerksam machten die Grevener Handballerinnen im Jahre 1960, als sie erstmals die westdeutsche Meisterschaft errangen. Bei der Endrunde um die deutsche Meisterschaft in Münster sprang dann ein dritter Platz heraus, nachdem man im Halbfinale knapp mit 3:4 gegen den West-Vize RSV Mülheim verloren hatte und das Platzierungsspiel gegen den Eimsbütteler TV mit 2:1 gewann.
Zwei Jahre später dann die große Überraschung: Der TV 09 hatte im Kampf um die westdeutsche Meisterschaft den amtierenden deutschen Meister RSV Mülheim ausgeschaltet. Bei der Endrunde um die deutsche Meisterschaft gelang dann durch den 2:0-Halbfinalsieg über TV Vorwärts Frankfurt sogar der Sprung ins Finale, das am 25. Februar 1962 in der Schöneberger Sporthalle in Berlin (Spielzeit 2 × 15 Minuten) ausgetragen wurde. Und der SC 09 war favorisiert, denn der Gegner, der SSC Südwest 1947, war als Berliner Vizemeister nur deshalb bei der Endrunde dabei, weil der veranstaltende Regionalverband zusätzlich seinen Meisterschaftszweiten gegen die fünf Regionalmeister ins Rennen schicken durfte. Die Grevenerinnen schienen im Endspiel auch auf dem besten Weg, ihren ersten deutschen Meistertitel zu holen. Zur Pause führte man nämlich mit 3:2. In der zweiten Halbzeit jedoch lief im Angriff nichts mehr zusammen und 09 ("jung, schnell, aber körperlich nicht stark genug", so der Kommentar im "Mannheimer Morgen") musste sich am Ende noch mit 3:6 geschlagen geben.
Von 1963 bis 1969 dominierte Bayer Leverkusen die Handballszene im Westen und holte sich sieben Mal in Folge die Westmeisterschaft. 1970 gelang es den Grevenerinnen erstmals wieder, Leverkusen zu übertrumpfen, aber das Los führte die Mannschaft zum Süd-Meister 1. FC Nürnberg, der mit 11:7 triumphierte und sich anschließend gegen Holstein Kiel auch den deutschen Meistertitel sicherte.
Als es 1975/76 zur Einführung der zweigleisigen Bundesliga kam, war Greven zunächst nicht mit dabei. 1977 jedoch gelang der Aufstieg. 1978/1979 wäre dann fast der Sprung in die Endrunde um die "Deutsche" gelungen, aber 28:8 Punkte reichten nicht, um die beiden Topteams jener Jahre, TuS Eintracht Minden (31:5) und Bayer Leverkusen (30:6), zu überflügeln. Die Endspielpaarung um die deutsche Meisterschaft hieß dann – fast folgerichtig – Bayer Leverkusen gegen TuS Eintracht Minden (15:14).
1983 dann der Abstieg aus der Bundesliga. Von 1986 bis 1989 spielte man nochmals drei Jahre in der neu eingeführten 2. Bundesliga Nord, ehe man wieder in die Regionalliga zurück musste. 13 Jahre später, in der Saison 2001/02 gelang dann der Wiederaufstieg in die 2. Bundesliga. Nach mehreren aufeinanderfolgenden Abstiegen bis in die Oberliga Westfalen wurde die Mannschaft nach Ende der Saison 2014/15 als Tabellenletzter aufgelöst. Die Reserve wird nunmehr offiziell als erste Mannschaft geführt.

### Größte Erfolge
- Deutscher Vizemeister 1962
- Aufsteiger in die 1. Bundesliga 1977
- Aufsteiger in die 2. Bundesliga 1986, 2002
- Westdeutscher Meister 1960, 1962, 1970

### Saisonbilanzen seit 1999/2000
| Saison  | Spielklasse                     | Platz | Sp. | Tore      | Diff. | Punkte  |
| ------- | ------------------------------- | ----- | --- | --------- | ----- | ------- |
| 1999/00 | Regionalliga West, Staffel Nord | 1.    | 22  | 522 : 397 | + 125 | 38 : 06 |
| 2000/01 | Regionalliga West               | 1.    | 22  | 522 : 397 | + 125 | 38 : 06 |
| 2001/02 | Regionalliga Nord               | 1.    | 24  | 707 : 547 | + 160 | 41 : 07 |
| 2002/03 | 2. Bundesliga Nord              | 5.    | 26  | 670 : 608 | + 062 | 31 : 21 |
| 2003/04 | 2. Bundesliga Nord              | 5.    | 26  | 684 : 594 | + 090 | 37 : 15 |
| 2004/05 | 2. Bundesliga Nord              | 5.    | 28  | 708 : 672 | + 036 | 35 : 21 |
| 2005/06 | 2. Bundesliga Nord              | 5.    | 26  | 682 : 644 | + 038 | 32 : 20 |
| 2006/07 | 2. Bundesliga Nord              | 5.    | 26  | 752 : 732 | + 020 | 33 : 19 |
| 2007/08 | 2. Bundesliga Nord              | 7.    | 24  | 647 : 650 | – 03  | 23 : 25 |
| 2008/09 | 2. Bundesliga Nord              | 3.    | 22  | 678 : 643 | + 035 | 28 : 16 |
| 2009/10 | 2. Bundesliga Nord              | 3.    | 20  | 619 : 564 | + 055 | 28 : 12 |
| 2010/11 | 2. Bundesliga Nord              | 6.    | 22  | 658 : 620 | + 038 | 24 : 20 |
| 2011/12 | 2. Bundesliga                   | 11.   | 30  | 866 : 918 | – 052 | 23 : 37 |
| 2012/13 | 2. Bundesliga                   | 14.   | 28  | 754 : 855 | – 101 | 13 : 41 |
| 2013/14 | 3. Liga                         | 14.   | 26  | 629 : 809 | – 180 | 09 : 43 |
| 2014/15 | Oberliga Westfalen              | 14.   | 26  | 630 : 780 | - 150 | 04 : 48 |
| 2015/16 | Landesliga Westfalen            | 6.    | 22  | 499 : 507 | - 8   | 22 : 22 |

## Fußball

### Geschichte
Die mitgliederstärkste Sparte stellt die Fußballabteilung des Vereins dar, ihr gehören mehr als die Hälfte aller zahlenden Mitglieder an. Neben 24 Jugendmannschaften von der G- bis zur A-Jugend unterhält Greven 09 auch drei Senioren- sowie eine Alt-Herren-Mannschaft. Allerdings spielt keine dieser Mannschaften höherklassig.
Nach dem Zweiten Weltkrieg schaffte die Fußballmannschaft 1946 den Aufstieg in die zu diesem Zeitpunkt höchste Spielklasse, die Landesliga Westfalen, wo sie auf einem Niveau mit Vereinen wie Borussia Dortmund, FC Schalke 04, VfL Bochum, SpVgg Erkenschwick und Westfalia Herne spielte. Nach drei Jahren folgte 1949 der Abstieg. 1954 kehrte der SC Greven 09 in die Landesliga zurück, verpasste 1956 jedoch die Qualifikation für die neu geschaffene Verbandsliga Westfalen und spielte bis 1969 weiter in der mittlerweile nur noch viertklassigen Landesliga. In den folgenden Jahrzehnten pendelten die Grevener Fußballer zumeist zwischen Bezirksliga und Kreisliga A. In den Spielzeiten 1988/89, 1990/91, von 1996 bis 2001 sowie in der Saison 2004/05 spielte der SC Greven 09 noch einmal in der Landesliga. Seit dem Aufstieg im Jahre 2015 tritt die Mannschaft in der Bezirksliga an.
Zehn Jahre später wurde die Mannschaft dort Vizemeister hinter der SpVg Emsdetten 05. In der folgenden Aufstiegsrunde erreichten die Grevener das Finale, verloren dieses aber mit 2:3 nach Verlängerung gegen den USC Altenautal.

### Persönlichkeiten
- Vanessa Kaminski, Schiedsrichterin in der Frauen-Bundesliga
- Christian Pander, war bei Hannover 96 aktiv
- Hans Plawky, war beim TSV 1860 München, der SpVgg Fürth und Preußen Münster aktiv
- Melissa Thiem, war beim VfL Wolfsburg aktiv